# Hannah van der Westhuysen
Hannah Jo van der Westhuysen, née le 26 août 1995 à Hammersmith (Londres), est une personnalité britannique.
Hannah a commencé sa carrière en 2005 en tant qu'enfant actrice dans la série The Fugitives.
En 2020 Hannah joue le rôle de Becca dans le thriller La Baie du silence.
À partir de 2021, Hannah incarne la princesse Stella, l’un des rôles principaux dans la série Netflix Destin : La Saga Winx.

## Biographie
Depuis 2022, Hannah fréquente Phoebe Campbell.

## Filmographie

### Cinéma
- 2020 : La Baie du silence (The Bay of Silence) de Paula van der Oest : Becca
- 2021 : A Little Italian Vacation : Claire
- 2022 : Lamborghini : Clelia Monti

### Télévision
- 2004 : Keen Eddie : Edwina Weatherhead
- 2004 : Frankenstein : Eva (2 épisodes)
- 2005-2006 : The Fugitives : Fleecey Keaton (7 épisodes)
- 2020 : Grantchester : Heather
- 2021-2022 : Destin : La Saga Winx : Princesse Stella (13 épisodes)
- 2022 : Sandman : Princesse (épisode 3)